# Hôtel de Clermont-Tonnerre (Châtillon-sur-Seine)
L'hôtel de Clermont-Tonnerre à Châtillon-sur-Seine est l'ancienne chapelle d'un couvent d'Ursulines reconvertie en maison de ville au XVIIIe siècle.

## Localisation
L'hôtel de Clermont-Tonnerre se trouve au 35 rue du Bourg-à-Mont à Châtillon-sur-Seine (Côte-d'Or).

## Histoire
La première pierre de la chapelle du couvent des Ursulines, consacrée en 1640, est posée par la reine de France Anne d'Autriche en 1630.
Ravagée par un incendie au milieu du XVIIIe siècle, elle est aménagée en habitation bourgeoise. Celle-ci est occupée est réquisitionnée par les Uhlans en 1870 ; le sculpteur Roger de Villiers y naît en 1885.
L'édifice est inscrit aux Monuments historiques par arrêté du 8 février 2001.

## Architecture
L'hôtel est inscrit en totalité aux Monuments historiques, y compris les éléments remarquables de son aspect extérieur :
- le balcon et les colonnes de la façade est,
- le mur de la chapelle sud contenant une piscine liturgique,
- le perron et les escaliers,
- le portail et les murs en demi-lune sur la rue,
- le sol du jardin et le mur de clôture.

## Mobilier
Le décor du grand salon du premier étage date de 1848.
La propriété, privée, ne se visite pas.